# Agaricus placomyces
Agaricus placomyces, conocido además como Agaricus praeclaresquamosus o Agaricus meleagris, es una especie de hongo, basidiomicetos de la familia Agaricaceae.

## Características
La forma del sombrero (Píleo) es convexo a plano cuando madura, la superficie es seca y pueden medir hasta 12 centímetros de diámetro. Su olor es desagradable y parecido al fenol y su color es blanquecino a amarronado.
El tallo puede medir hasta 15 centímetros y su grosor varia entre 2 y 3,5 centímetros de ancho.
Es un hongo que se encuentra en las Montañas Rocallosas en Estados Unidos en los lugares que hay descomposición de hojas, troncos, tocones, especialmente de coníferas, sus frutos a diferencia de otros hongos se dan a finales del invierno, se han encontrado ejemplares en Europa.

## Comestibilidad
La carne es blanca y no se recomienda su ingesta, por considerárselos tóxicos, ya que puede causar problemas digestivos.